# Don't Cry
"Don't Cry" je pjesma američkog rock sastava Guns N' Roses. Napisane su dvije verzije pjesme na dva Use Your Illusion albuma. Inačica s originalnim tekstom je na albumu Use Your Illusion I dok je verzija s alternativnim tekstom na albumu Use Your Illusion II. Samo je tekst drugačiji, ali refreni su isti u obje verzije pjesme. Postoji također i treća inačica pjesme koja je dostupna na singl CD-u pjesme, a snimljena je 1986. godine tijekom snimanja prvog albuma Appetite for Destruction.

## Pjesma
U pjesmi je i Shannon Hoon iz sastava Blind Melon kao prateći vokal. Također, on se pojavljuje i u spotu za pjesmu. Pjesma je trebala biti prvi komercijalni singl, ali "You Could Be Mine" je izabrana za film Terminator 2. Pjesma je dio trilogije zajedno s "November Rain i "Estranged".
Tijekom intervjua o pravljenju spota za pjesmu, Axl Rose je izjavio da je pjesma o jednoj djevojci s kojom je bio bivši gitarist Izzy Stradlin. Kako je Rose izjavio; cura je prišla Stradlinu koji je bio potišten što ju je izgubio i rekla mu: "Don't Cry" (Ne plači). rekao je i da su on i Stradlin napisali pjesmu sljedeće večeri za pet minuta.

2007. godine na Chinese Democracy turneju Axl je izveo pjesmu uživo po prvi puta nakon 1993. godine.

## Video spot
Spot za ovu pjesmu kao i ostali spotovi iz trilogije je sniman na više filmski način. Prikazuje glavnog lika u vezi s djevojkom koji se bori s emocionalnim problemima koji ga razdiru. Također video se smatra jednim od najboljih ikad napravljenim s obzirom na kratko djelatno razdoblje sastava.
Obožavatelji sastava ne mogu odgonetnuti je li ovo prvi ili drugi spot trilogije. Mnogi misle da je prvi jer pokazuje Axla i njegovu djevojku s problemima u vezi (i da o tome Axl pjeva u pjesmi "November Rain"). Druga, zanimljiva ali ne tako prihvaćena teorija je da je ovo drugi video, da nakon što Axlova mlada umre u "November Rain", on se prisjeća svega te tako bi video trebao biti kao san ili prisjećanje na radnju u spotu za "November Rain". Na početku spota za "Estranged" nagađa se da policijski specijalci progone Axla dok sanja "Don't Cry" san. Pripadnici ove teorije često ukazuju na Axla kako priča sa psihijatrom u "Don't Cry", i na teoriju s pištoljem (za objašnjenje pogledati dio o pištolju u članku "November Rain").
Još jedan interesantan dio u spotu koji treba naglasiti je kada Slash teatralno ubija svoju djevojku padajući u provaliju dok vozi svoj Shelby, i baca gitaru u istu provaliju. 
Gitarist Izzy Stradlin, koji svira uvodni dio pjesme, u vrijeme snimanja videa više nije bio član GnR zbog vlastite odluke da napusti sastav, i Gilby Clarke se može vidjeti kako nosi majicu s natpisom "Where's Izzy?" (Gdje je Izzy?) Rose se može vidjeti kako nosi kapu baseballske momčadi St. Louis Cardinals. To se vjerojatno odnosi na incident iz 1991. u kojem je Rose na koncertu u St. Louisu skočio u publiku da uhvati obožavatelja s videokamerom.
Također se može vidjeti baseballska kapa Nirvane kraj Axlove lijeve noge dok on leži u uredu psihijatra. Također, tu istu kapu je nosio u intervjuu snimljenom za vrijeme snimanja videa. Taj intervju se može vidjeti u mini-dokumentarnom filmu "Guns N' Roses Don't Cry: Makin' F@*!ing Videos". Axl je bio veliki obožavatelj Nirvane i čak je zamolio sastav da svira zajedno s njima na Use Your Illusion turneji. Međutim, frontman Nirvane, Kurt Cobain je odbio ponudu (kako je snimljeno u dokumentarnom filmu "Come As You Are"). Oba sastava su imala ugovore s producentskom kućom Geffen Records.
Axl Rose je komentirao o poteškoćama pri snimanju videa i kako su neke scene bile inspirirane Axlovom vezom s jednom djevojkom; U videu za "Don't Cry, i svađi sa Stephanie Seymour (Axlovom tadašnjom djevojkom) Axl je imao pištolj, što se u stvarnom životu i dogodilo S Erin Everly (Axlovom bivšom suprugom).

## Vanjske poveznice
- Tekst pjesme Don't Cry  Arhivirana inačica izvorne stranice od 18. prosinca 2008. (Wayback Machine)